# 嬉野市立轟小学校
嬉野市立轟小学校（うれしのしりつ とどろきしょうがっこう）は、佐賀県嬉野市嬉野町岩屋川内乙にある市立小学校。

## 概要
歴史
1990年（平成2年）に嬉野町立嬉野小学校から分離する形で、新設された。校区は旧・嬉野町立不動小学校と旧・嬉野町立嬉野小学校上岩屋分校を統合。現校名になったのは2006年（平成18年）。2025年（令和7年）に創立35周年を迎える。
校章
中央に校名の「轟」を配している。

校区
嬉野市嬉野町のうち「湯野田、下不動、中不動、大舟、上不動、丹生川、俵坂、上岩屋（鹿谷地区を除く）、下岩屋一区、下岩屋二区、下岩屋三区」。中学校区は嬉野市立嬉野中学校。

## 沿革
旧・不動小学校
- 1875年（明治8年）2月 - 不動山村字大船に「不動小学校」が創立。
- 1879年（明治12年）5月 - 統合により「藤津郡第七区 公立嬉野小学校 不動分校」となる。
- 1886年（明治19年）5月 - 校舎を中不動に移転。「公立嬉野小学校 狩立分校」が設置される。
- 1887年（明治20年）- 小学校令施行により、「尋常嬉野小学校 不動分校」・「尋常嬉野小学校 狩立分校」に改称。
- 1889年（明治22年）4月1日 - 町村制の施行により、藤津郡下宿村と不動山村が合併し、西嬉野村が発足。
- 1892年（明治25年）4月 - 「嬉野尋常小学校 不動分校」・「嬉野尋常小学校 狩立分校」に改称。
- 1894年（明治27年）1月 - 嬉野尋常小学校から分離の上、「不動尋常小学校」として独立。狩立分校を移管される。
- 1903年（明治36年）11月 - 校舎を移転。
- 1905年（明治38年）8月 - 農業補習学校が併置される。
- 1906年（明治39年）- 狩立分校を狩立分教場とする。
- 1907年（明治40年）- 東西嬉野学校組合が解消され、西嬉野村立の小学校となる。
- 1908年（明治41年）- 改正小学校令により、尋常科が4年制から6年制に変更となる。
- 1909年（明治42年）6月 - 狩立分校の校舎を瓦葺きにする。
- 1913年（大正2年）6月 - 新校舎が完成。
- 1919年（大正8年）6月 - 狩立分校が移転。
- 1928年（昭和3年）9月 - 狩立分校の運動場を拡張。
- 1929年（昭和4年）4月22日 - 西嬉野村が町制施行により、嬉野町となる。これにより嬉野町立の小学校となる。

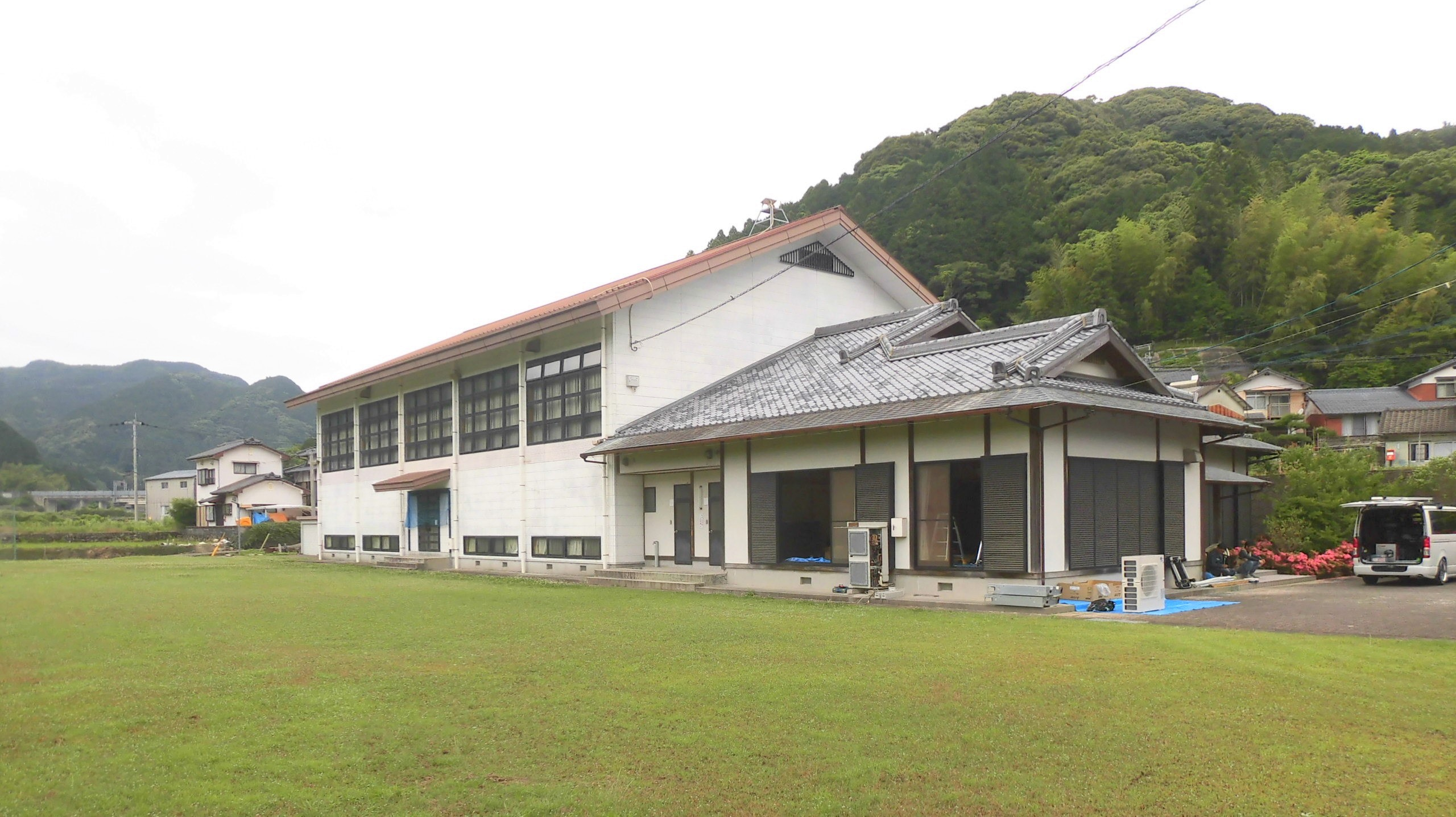
不動小学校跡（不動ふれあい体育館）

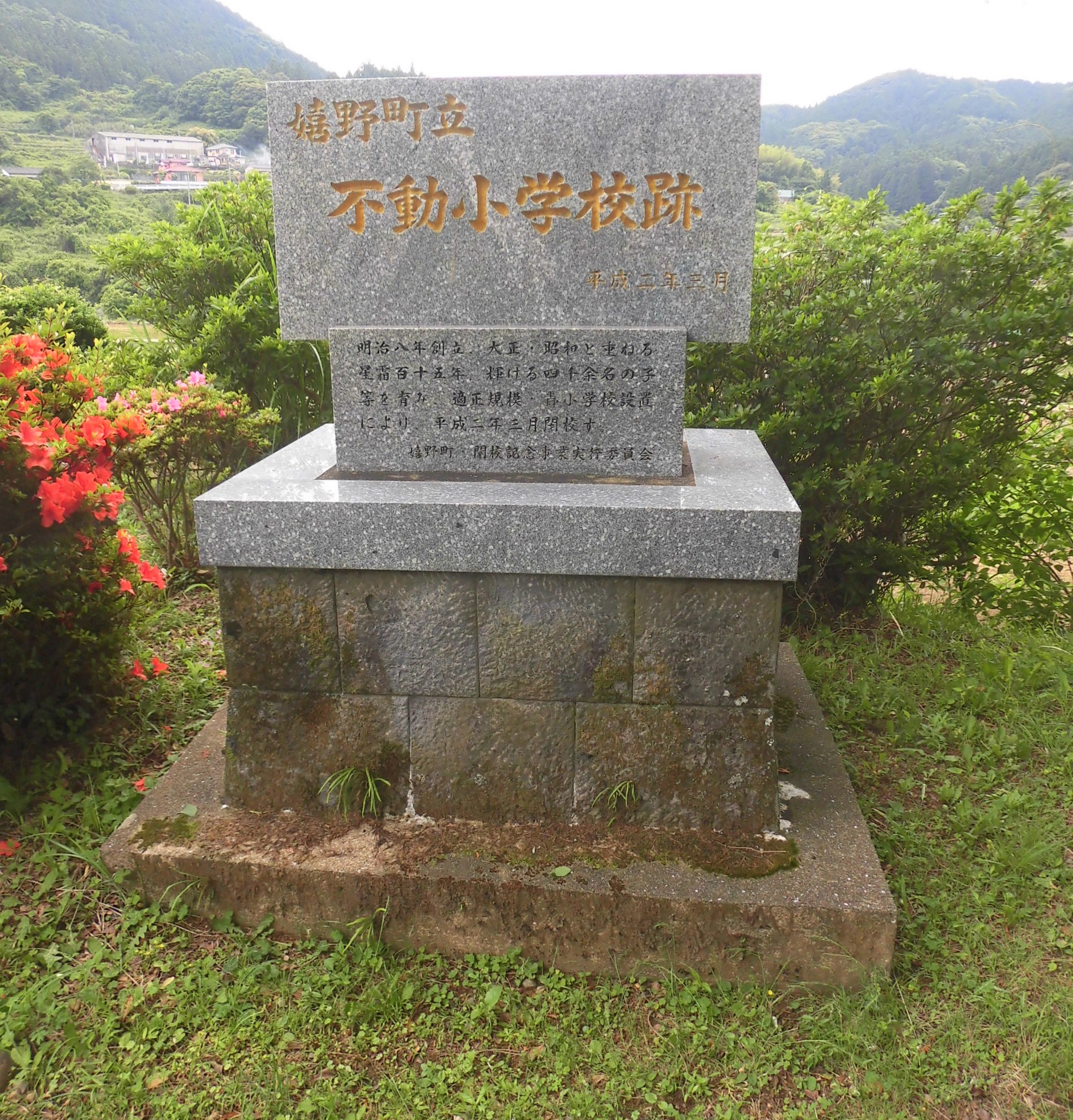
不動小学校跡を表す碑

- 1934年（昭和9年）- 旧校歌を制定。作詞は野田安一（当時の校長）。
- 1941年（昭和16年）4月1日 - 国民学校令の施行により、「嬉野町不動国民学校」に改称。
- 1947年（昭和22年）4月1日 - 学制改革により、不動国民学校初等科が「嬉野町立不動小学校」に改組・改称。
- 1951年（昭和26年）10月 - 木造2階建て新校舎が完成。なお、この時に完成した校舎は1990年（平成2年）の閉校まで使用された。
- 1962年（昭和37年）9月 - 狩立分校の校舎を改築。
- 1977年（昭和52年）
  - 7月 - プールが完成。
  - 9月 - 創立100周年記念式典を挙行。
- 1986年（昭和61年）11月 - 狩立分校創立100周年記念式典を挙行。
- 1987年（昭和62年）3月31日 - 狩立分校が閉校。100年の歴史に幕を閉じる。
  - 最終所在地（狩立分校）- （北緯33度05分49.0秒 東経129度56分47.3秒 / 北緯33.096944度 東経129.946472度）

- 1990年（平成2年）
  - 3月25日 - 閉校記念式典を挙行。
  - 3月31日 - 不動小学校が閉校。116年の歴史に幕を閉じる。
    - 最終所在地 - 藤津郡嬉野町不動山甲1326番地（北緯33度04分40.4秒 東経129度57分37.8秒 / 北緯33.077889度 東経129.960500度）
    - 跡地の活用 - 木造校舎は解体され、現在は「不動ふれあい体育館」の敷地となっている。
    - 校章 - 中央に「不動」の文字（縦書き）を図案化したものを配している。
    - 校歌 - 作詞は不動小学校、作曲は柏森健による。歌詞は3番まであり、歌詞中に校名は登場しない。

旧・嬉野小学校上岩屋分校
- 1952年（昭和27年）4月1日 - 「嬉野町立嬉野小学校 上岩屋分校」が設置される。
- 1990年（平成2年）3月31日 - 閉校。
  - 最終所在地 - （北緯33度04分36.5秒 東経129度58分48.3秒 / 北緯33.076806度 東経129.980083度）

轟小学校
- 1990年（平成2年）4月1日 - 嬉野町立嬉野小学校から分離される形で、「嬉野町立轟小学校」が開校。
  - 旧・嬉野町立不動小学校と旧・嬉野町立嬉野小学校上岩屋分校の校区を統合。
- 2006年（平成18年）1月1日 - 市町村合併により、「嬉野市立轟小学校」（現校名）に改称。

## 交通
最寄りの鉄道駅
- JR九州 西九州新幹線「嬉野温泉駅」

最寄りの幹線道路
- 国道34号
- 長崎県道・佐賀県道6号大村嬉野線　「轟小学校前」交差点

## 周辺
- 嬉野学校給食センター
- 轟の滝公園・球場
- うれしの茶交流館「チャオシル」
- 不動山簡易郵便局
- 熊野神社
- 岩屋川内川
- 塩田川

## 参考資料
- 「嬉野町史 下巻」（1979年（昭和54年）11月, 嬉野町史編さん執筆委員会）p.342～p.343
- 「不動校を偲ぶ 不動小学校閉校記念誌」（1990年（平成2年）3月25日, 不動小閉校記念実行委員会）